# K-136 (多連装ロケット)
K-136または九龍（クリョン、朝鮮語: 구룡、Kooryong）は、大韓民国の自走多連装ロケット砲。ロケット弾の開発はハンファ、システムの生産は大宇重工業（現：斗山インフラコア）によって行われた。

## 開発
朝鮮民主主義人民共和国の保有する自走ロケット砲に対抗するため、1970年代に国防科学研究所により開発された。1978年には28連装（7x4）の試作車両が完成し、1980年代より36連装とした量産車が配備された。総生産数158両、量産車の生産数は156両。この他、エジプトに36両が輸出されている。
後継車両としては、K239（チョンム、천무、Chonmoo）が開発されている。これは230mm自走多連装ロケット弾発射機であるが、K-136の131mmロケット弾の使用も可能なシステムとなっている。

## 機構
砲身3.4m、36連装（9連装4段）の発射機を備え、130mmロケット弾36発を18秒で発射する能力を有している。命中精度は9-16m、250m四方を制圧する能力がある。
ロケット弾としては原型となるK30（九龍1）と、2000年に行われた近代化による射程延伸型K33（九龍2）が運用される。
| ロケット弾 | K30   | K33   |
| ---------- | ----- | ----- |
| 直径       | 130mm | 131mm |
| 全長       | 2.4m  | 2.54m |
| 重量       | 54kg  | 64kg  |
| 射程       | 23km  | 36km  |

弾頭重量は共に21kg。通常の高性能炸薬を用いたK27と16,000個の破片を散布する対人及び非装甲車両を目標とする榴散弾K28が弾頭として用いられる。再装填の所要時間は、10分。
車体は5tトラックのKM809A1を使用する。同様にM809系統の5t車KM813A1を使用する弾薬車には、2斉射分に相当する72発が積載可能である。弾薬車には給弾機構は設けられておらず、装填は人力となる。再装填に要する時間は10分程度である。
システムは車体から独立した運用が可能となっており、5t級の積載能力があれば運用が可能であるため、弾薬車は代車としての運用も考慮されている。発射機の動作は、油圧が基本となっているが人力によって行うことも可能である。射撃は、車内及び車外の双方から制御が可能とされ、単発から一部の発射、斉射まで対応しており、発射間隔は0.5秒。諸元は、射撃盤あるいは計算機によって発射機に与えられる。
加えて、1.25tトラックKM450に搭載された地上風観測装置により諸元の修正が可能となっている。10.25mの高さを持つ観測装置によって、平均値と瞬間風速を射撃管制装置に伝達するものとなっている。

## 運用
- エジプト

エジプト陸軍 - 2024年時点で、36両のK-136を保有。
- 韓国

軍団あるいは師団単位で火力支援として運用された。
2010年に発生した延坪島砲撃事件の後、延坪島と白翎島に臨時に配備され、2011年には常駐に切り替えられている。